# Mauranipur
Mauranipur ist eine Stadt im indischen Bundesstaat Uttar Pradesh.
Die Stadt ist Teil des Distrikts Jhansi. Mauranipur hat den Status eines Nagar Palika Parishad. Die Stadt ist in 25 Wards gegliedert. Sie hatte am Stichtag der Volkszählung 2011 61.449 Einwohner, von denen 32.221 Männer und 29.228 Frauen waren. Die Alphabetisierungsrate lag 2011 bei 76,7 %.
Die Stadt gilt als ein Zentrum der Textilproduktion und war in der Antike unter dem Namen Madhupuri bekannt.